# Dante Yore
Dante Yore (* 12. Januar 1982) ist ein US-amerikanischer Kameramann und Filmschaffender.

## Leben
Yore machte 2002 seinen Abschluss an der New York Film Academy und begann danach, Werbespots unter anderen für Cadillac und Nike zu drehen, bevor er 2016 von New York City nach Los Angeles zog. Dort begann er noch im selben Jahr mit Aufgaben als Kameramann in Kurzfilmproduktionen. Im Folgejahr war er erstmalig auch an Spielfilmen beteiligt. Ab 2018 begann er, regelmäßig für das Filmstudio The Asylum Tätigkeiten als Kameramann zu übernehmen. So war er in dieser Funktion unter anderen an Tomb Invader, Sharknado 6: The Last One, Megalodon – Die Bestie aus der Tiefe und Rent-An-Elf: Die Weihnachtsplaner im Jahr 2018, an den Filmen Psycho BFF und The Final Level: Flucht aus Rancala im Jahr 2019 sowie 2020 am Science-Fiction-Film Battle Star Wars – Die Sternenkrieger beteiligt.
Seit 2016 übernahm Yore ebenfalls regelmäßig Arbeiten als Filmeditor. 2017 begann er mit dem Verfassen erster Drehbücher und fungierte außerdem als Produzent, seit 2019 tritt er auch als Regisseur in Erscheinung. Er ist mit „Kick to Kill“ selbständig.

## Filmografie (Auswahl)

### Kamera
- 2016: 6:15 on a Saturday Night (Kurzfilm)
- 2016: The Escape (Kurzfilm)
- 2016: The Book of Judith (Kurzfilm)
- 2017: My Daddy’s in Heaven
- 2017: Bear Creek
- 2017: Wounded
- 2017: Through the Night (Kurzfilm)
- 2017: Cold War, Warm Hearts (Kurzfilm)
- 2017: The Disembodied (Kurzfilm)
- 2017: Robb’s Problem (Kurzfilm)
- 2017: One Last Thing (Kurzfilm)
- 2017: Girl (Kurzfilm)
- 2017: 25 (Kurzfilm)
- 2018: Tomb Invader (Fernsehfilm)
- 2018: Sharknado 6: The Last One (The Last Sharknado: It’s About Time, Fernsehfilm)
- 2018: Twenty Questions (Kurzfilm)
- 2018: Wish (Kurzfilm)
- 2018: Young America (Kurzfilm)
- 2018: Megalodon – Die Bestie aus der Tiefe (Megalodon, Fernsehfilm)
- 2018: Rent-An-Elf: Die Weihnachtsplaner (Rent-an-Elf, Fernsehfilm)
- 2018: Lights Out (Kurzfilm)
- 2018: Diving (Kurzfilm)
- 2018: Beyond the Tracks (Kurzfilm)
- 2019: Toxicity
- 2019: Do Not Disturb (Kurzfilm)
- 2019: In Time (Kurzfilm)
- 2019: Shadows in Mind
- 2019: D-Day
- 2019: For Closure (Kurzfilm)
- 2019: Psycho BFF (Fernsehfilm)
- 2019: Together and Better (Kurzfilm)
- 2019: Close Your Eyes
- 2019: The Final Level: Flucht aus Rancala (The Final Level: Escaping Rancala)
- 2019: Apparition
- 2020: Battle Star Wars – Die Sternenkrieger (Battle Star Wars)
- 2020: Delete (Kurzfilm)
- 2020: Ballbuster
- 2020: Haven
- 2021: Odds (Kurzfilm)
- 2021: The Disparrows (Kurzfilm)
- 2021: 616 Wilford Lane
- 2022: Mystery Incorporated (Fernsehserie, Episode 1x01)
- 2022: Weight of the World (Miniserie, Episode 1x01)
- 2023: Shadows in Mind

### Regie
- 2019: B-Side: Hollywood (Fernsehserie)
- 2020: Field of Blood (Fear PHarm)
- 2021: 616 Wilford Lane
- 2021: Field Of Blood 2 – Farm der Angst (Fear PHarm 2)
- 2022: Mystery Incorporated (Fernsehserie, 12 Episoden)

### Produktion
- 2017: Bear Creek
- 2017: Wounded (Kurzfilm)
- 2017: Through the Night (Kurzfilm)
- 2017: Cold War, Warm Hearts (Kurzfilm)
- 2017: Robb’s Problem (Kurzfilm)
- 2017: Nexus (Kurzfilm)
- 2017: Girl (Kurzfilm)
- 2019: B-Side: Hollywood (Fernsehserie)
- 2022: Mystery Incorporated (Fernsehserie, Episode 1x01)

### Drehbuch
- 2017: Cold War, Warm Hearts (Kurzfilm)
- 2020: Field of Blood (Fear PHarm)
- 2021: 616 Wilford Laney
- 2021: Field Of Blood 2 – Farm der Angst (Fear PHarm 2)
- 2022: Mystery Incorporated (Fernsehserie)

### Filmschnitt
- 2016: The Book of Judith (Kurzfilm)
- 2016: 6:15 on a Saturday Night (Kurzfilm)
- 2016: The Escape (Kurzfilm)
- 2017: Bear Creek
- 2017: Wounded
- 2017: Through the Night (Kurzfilm)
- 2017: Cold War, Warm Hearts (Kurzfilm)
- 2017: The Disembodied (Kurzfilm)
- 2017: One Last Thing (Kurzfilm)
- 2017: Nexus (Kurzfilm)
- 2017: Girl (Kurzfilm)
- 2017: 25 (Kurzfilm)
- 2018: Twenty Questions (Kurzfilm)
- 2018: Beyond the Tracks (Kurzfilm)
- 2019: Apparition
- 2021: 616 Wilford Lane
- 2021: Field Of Blood 2 – Farm der Angst (Fear PHarm 2)